# Stazione di Tiera
Stazione di Tiera vasútállomás Olaszországban, Potenza település Tiera frazionéjában.

## Vasútvonalak
Az állomást az alábbi vasútvonalak érintik:
- Altamura–Avigliano–Potenza-vasútvonal

## Kapcsolódó állomások
A vasútállomáshoz az alábbi állomások vannak a legközelebb:
- Stazione di Potenza Macchia Romana
- Stazione di Avigliano Lucania